# 織坂幸治
織坂 幸治（おざか こうじ、1930年1月1日 - ）は、日本の詩人。本名・中村靖
福岡中学(現・福岡県立福岡高等学校)に入学後、最後の海軍予科練生として15歳で終戦を迎える。福岡中学4年生に復学し卒業。西南学院大学中退後、映画会社、電通を経て、1974年（昭和49年）コピーライターを辞め喫茶店主に。会社員の時から詩集の発行を手掛け、詩人としても活動。1987年（昭和62年）文芸同人誌「海」の編集責任者となる。1991年（平成3年）から同誌に評論「言語風景論」を執筆。2003年（平成15年）一行詩一行句集「詩句発句」を刊行。1995年（平成7年）に福岡市文学賞受賞。